# Středoevropská pětka
Středoevropská pětka (též skupina C5 či Central 5) je neformální skupina zaměřující se na politickou spolupráci mezi Českem, Maďarskem, Rakouskem, Slovenskem a Slovinskem, která vznikla v roce 2020. Založení skupiny inicioval rakouský ministr zahraničí Alexander Schallenberg. První setkání se konalo 16. června 2020 ve Vídni.
Hlavním důvodem pro užší spolupráci mezi těmito zeměmi byla koordinace aktivit spojených s pandemií covidu-19. Jednání jsou zaměřena na výměnu názorů týkajících se aktivit EU s cíle překonání hospodářské a sociální krize způsobené pandemií.

## Současní zástupci

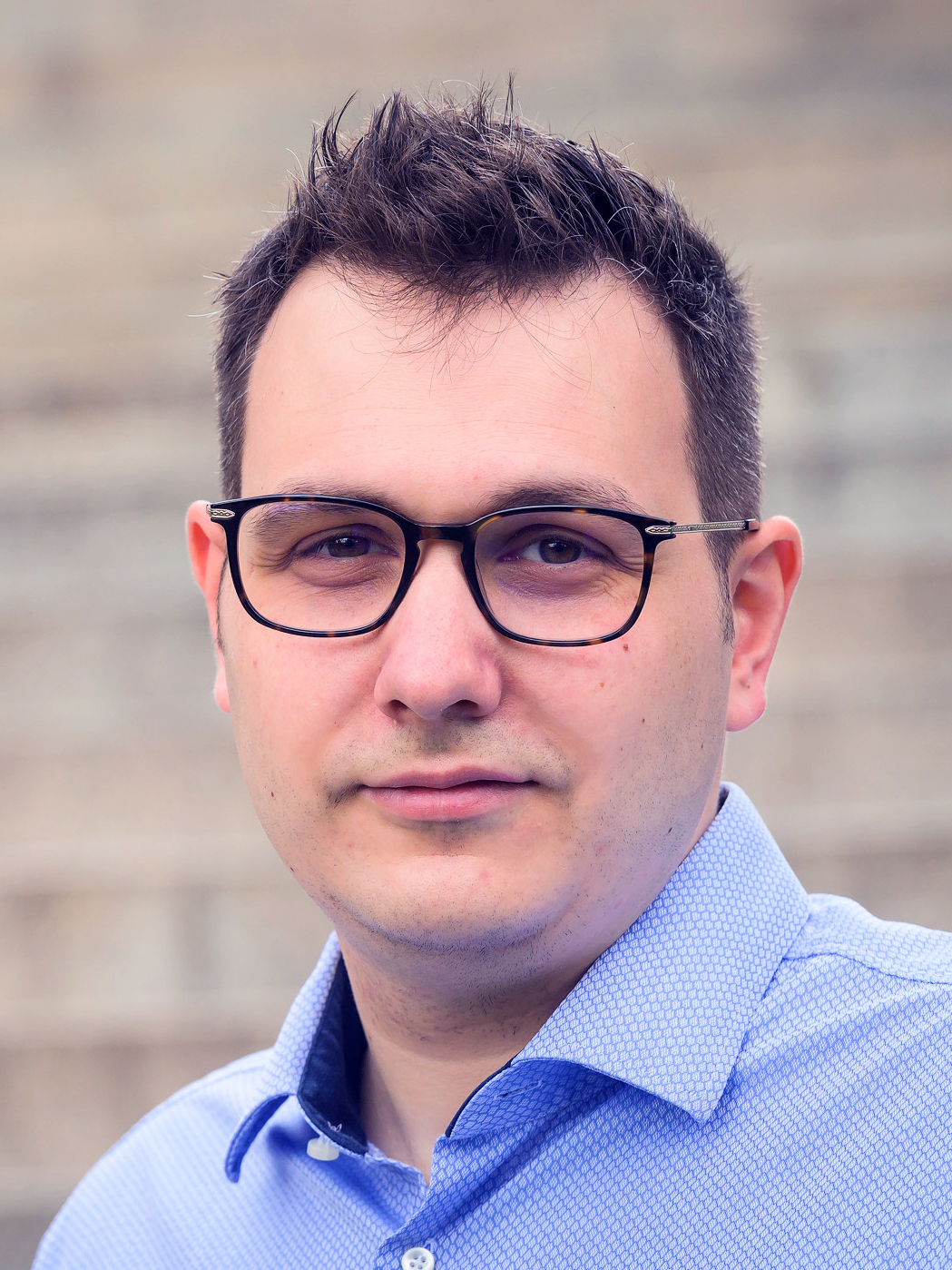
Jan Lipavský Ministr zahraničních věcí
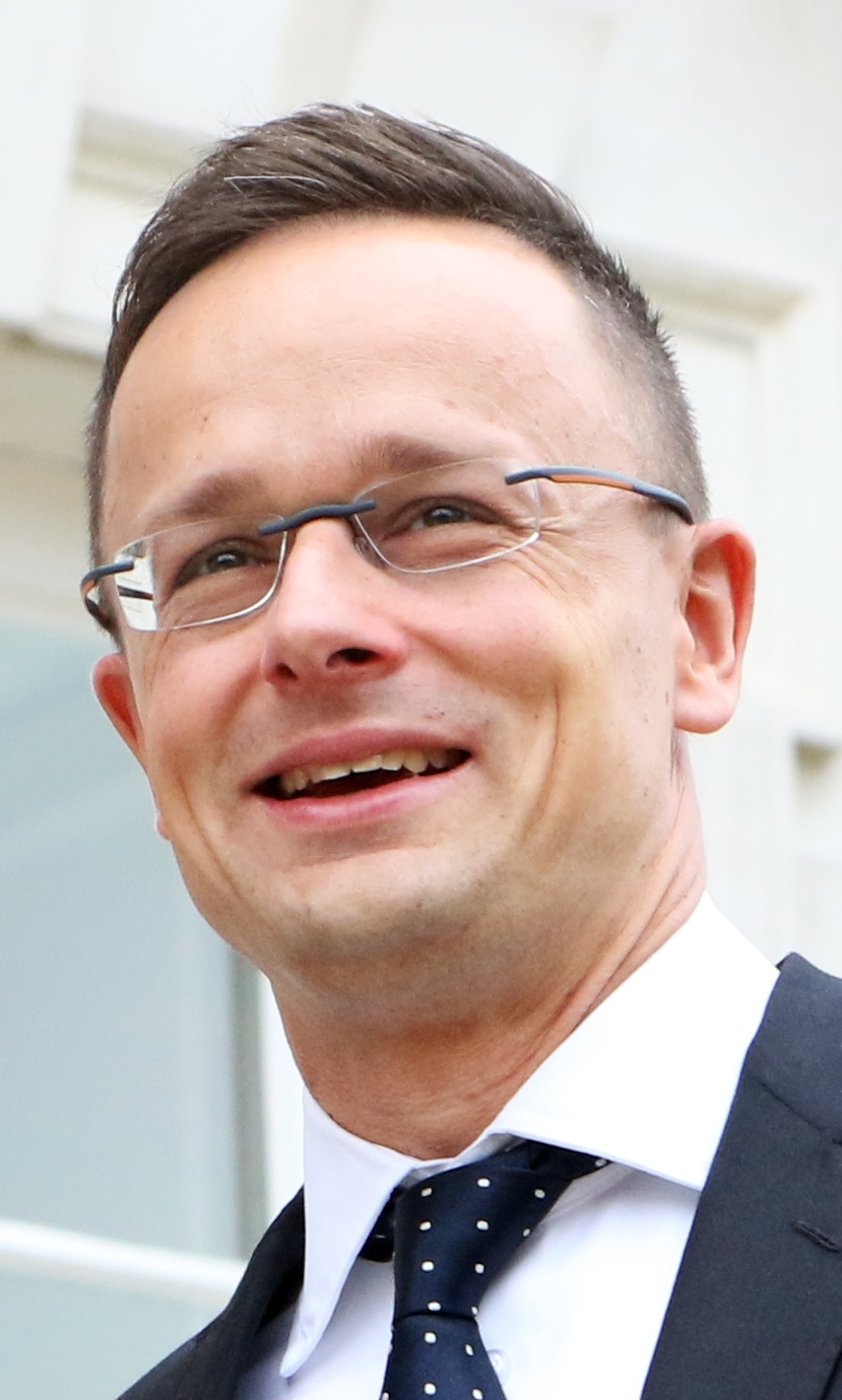
Péter Szijjártó Ministr zahraničních věcí a obchodu
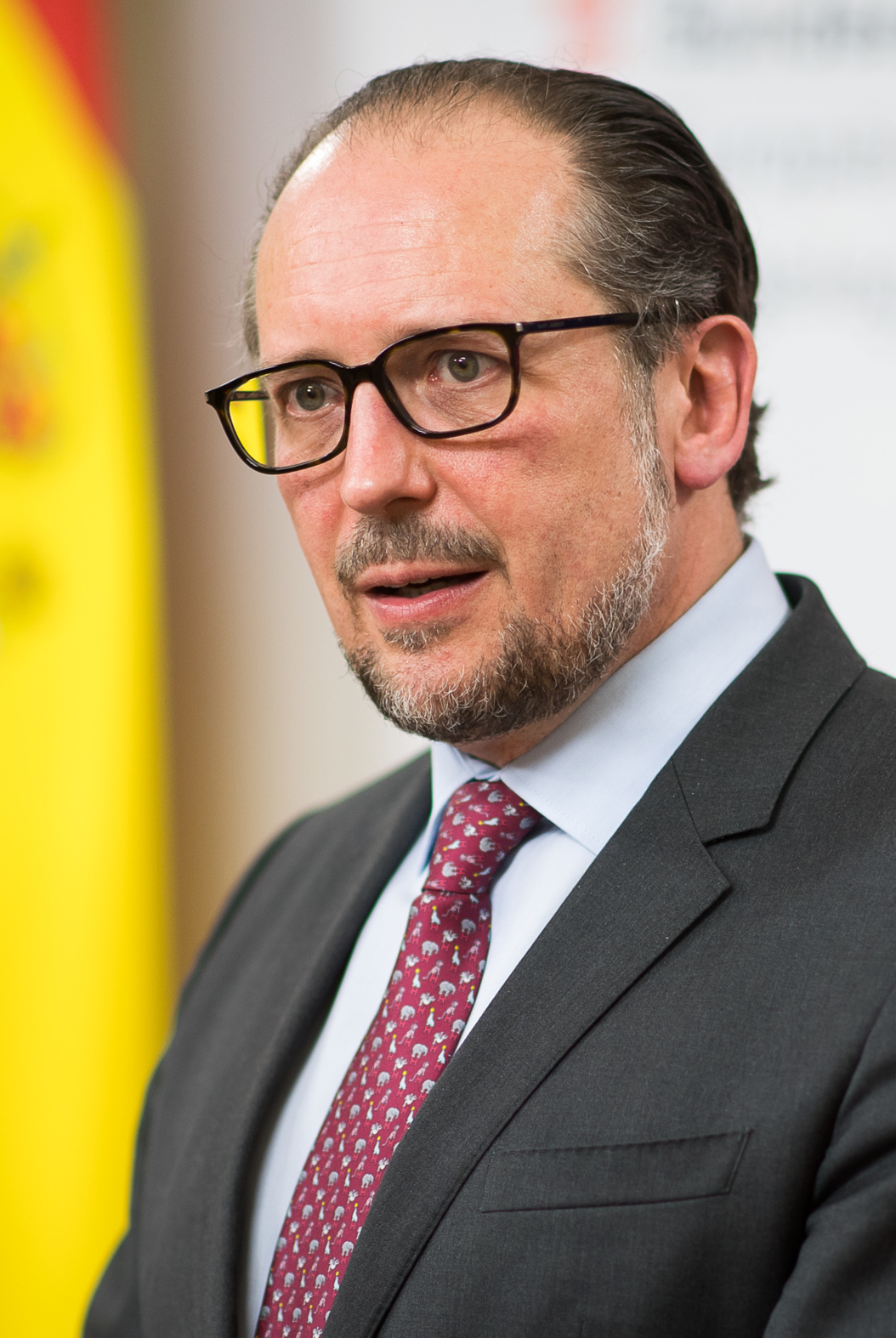
Alexander Schallenberg Ministr pro evropské a mezinárodní záležitosti
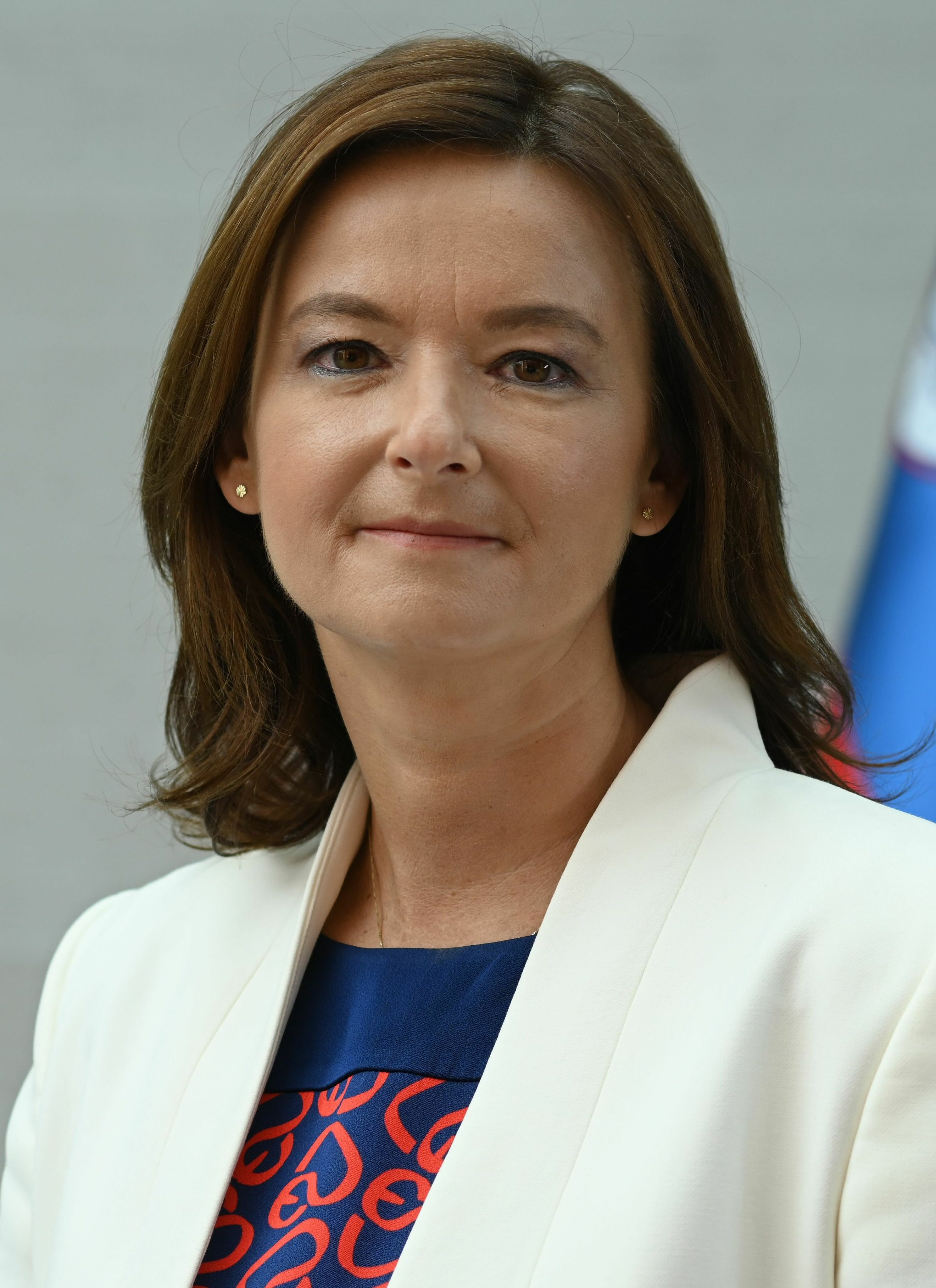
Tanja Fajonová Ministryně zahraničních věcí
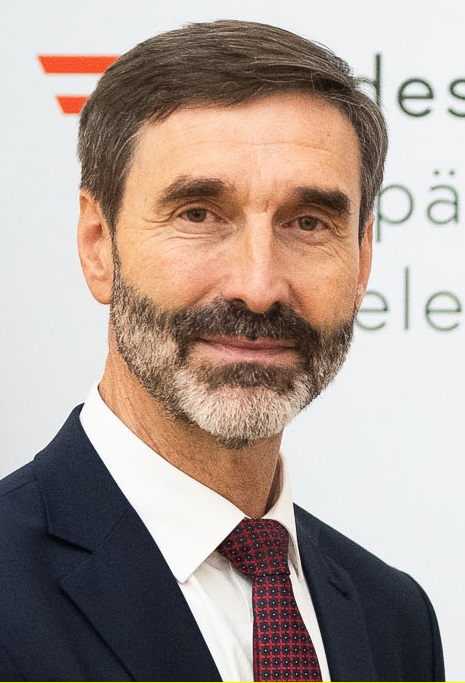
Slovensko Slovensko Juraj Blanár Ministr zahraničních věcí a evropských záležitostí SR

- Česko
Jan Lipavský
Ministr zahraničních věcí
- Maďarsko
Péter Szijjártó
Ministr zahraničních věcí a obchodu
- Rakousko
Alexander Schallenberg
Ministr pro evropské a mezinárodní záležitosti
- Slovinsko
Tanja Fajonová
Ministryně zahraničních věcí
- Slovensko
Juraj Blanár
Ministr zahraničních věcí a evropských záležitostí SR

## Setkání

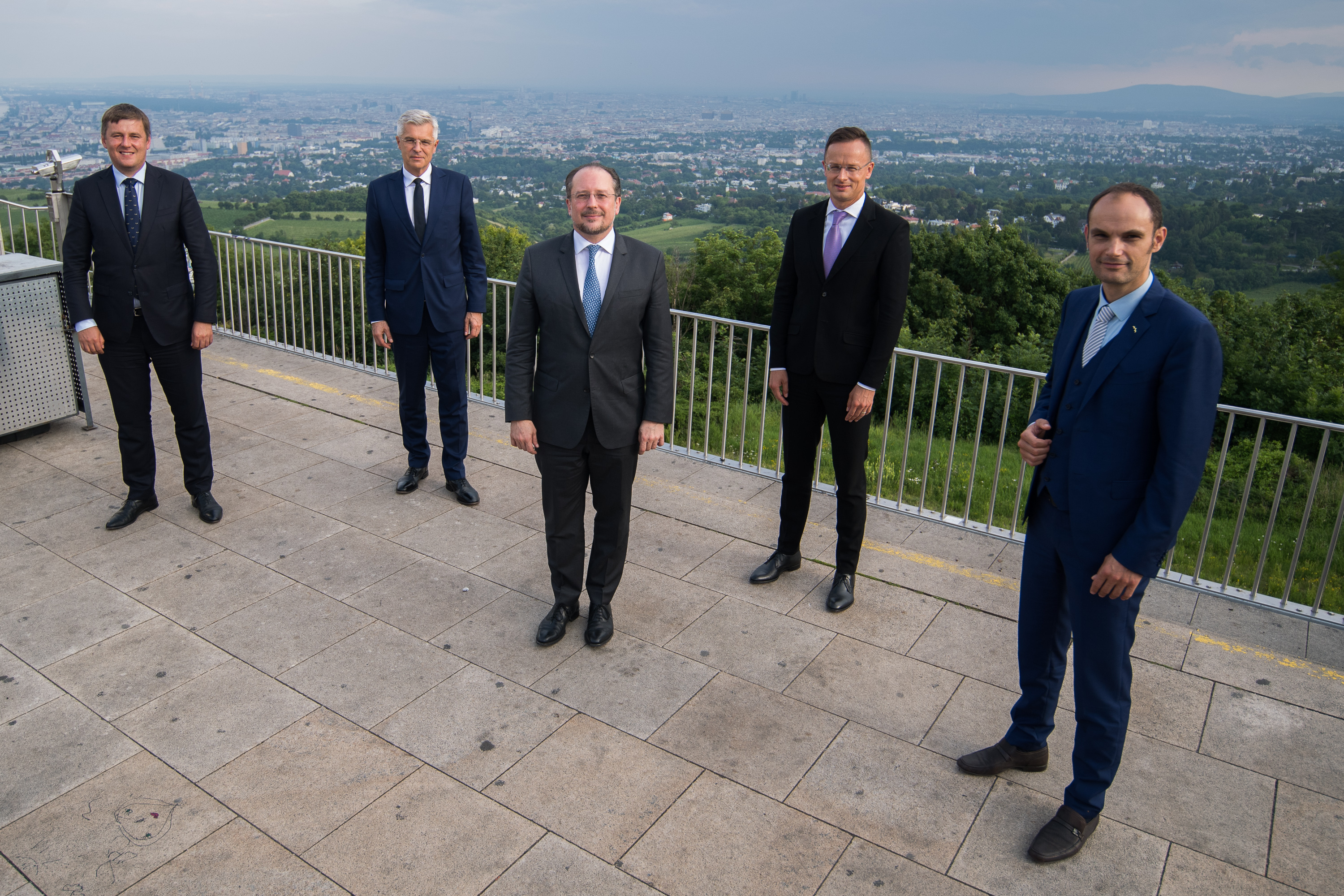
Setkání Středoevropské pětky ve Vídni, červen 2020

| Datum              | Místo                      | Hostitel                                                               |
| ------------------ | -------------------------- | ---------------------------------------------------------------------- |
| 16. června 2020    | Vídeň, Rakousko            | Alexander Schallenberg, Ministr pro evropské a mezinárodní záležitosti |
| 14. července 2020  | Budapešť, Maďarsko         | Péter Szijjártó, ministr zahraničních věcí a obchodu                   |
| 15. září 2020      | Brdo pri Kranju, Slovinsko | Anže Logar, ministr zahraničních věcí                                  |
| 12. listopadu 2020 | Virtuální                  | Žádný hostitel                                                         |
| 13. května 2020    | Bratislava, Slovensko      | Ivan Korčok, ministr zahraničních a evropských věcí                    |
| 20. července 2021  | Zámek Mělník, Česko        | Jakub Kulhánek, ministr zahraničních věcí                              |
| 12. dubna 2022     | Zámek Štiřín, Česko        | Jan Lipavský, ministr zahraničních věcí                                |